# Toddle Tales
Toddle Tales (cunoscută și ca Burt Gillett's Toddle Tales) este o serie de desene animate care a fost difuzată între 29 iunie și 7 septembrie 1934, fiind produsă de Van Beuren Studios. Toate filmele combină filmul cu actori cu cel de animație.

## Istoric
Toddle Tales este o serie de animație care combină filmul cu actori cu cel de animație realizată de Van Beuren Studios. Au fost produse doar 3 filme în această serie, toate în alb-negru.

## Filmografie
| Nr. | Titlu                 | Regia                       | Data premierei    | Observații |
| --- | --------------------- | --------------------------- | ----------------- | ---------- |
| 1   | Grandfather's Clock   | Burt Gillett, James Tyer    | 29 iunie 1934     |            |
| 2   | Along Came a Duck     | Burt Gillett, Steve Muffati | 10 august 1934    |            |
| 3   | A Little Bird Told Me | Burt Gillett, James Tyer    | 7 septembrie 1934 |            |